# Hawke’s Bay (Region)
Die Hawke’s Bay Region ist flächenmäßig die fünftgrößte Verwaltungsregion der Nordinsel von Neuseeland. Der Rat der Region, Hawke’s Bay Regional Council genannt, hat seinen Sitz in Napier.

## Geographie

### Geographische Lage
Die Hawke’s Bay Region bedeckt mit 14.137 km² reiner Landfläche den gesamten Teil der Küstenregion um die Hawke Bay mit ihrem Hinterland, einschließlich der im Westen liegenden Bergregionen der Ruahine Range, Kaweka Range und Ahimanawa Range und den Bergketten die den Lake Waikaremoana säumen. Mit 151.179 im Jahr 2013 gezählten Einwohnern kommt die Region auf eine Bevölkerungsdichte von 10,7 Einwohner pro km² und gehört damit zu den Regionen mit der niedrigstes Bevölkerungsdichte auf der Nordinsel.
Die Region verfügt neben sieben größeren Flüssen über eine rund 350 km lange Küste. Zu den größten Städten zählen Hastings mit 70.860 Einwohnern (2006) und Napier City mit 57.240 Einwohnern (2013), gefolgt von Havelock North mit rund 12.000, Wairoa mit knapp 4300, Waipukurau mit rund 4000, Waipawa mit knapp 1900 und Clive mit rund 1350 Einwohnern.

### Klima
Das Klima der Region ist recht unterschiedlich. Der vorherrschende süd- bis südwestliche Wind sorgt zuweilen für Temperaturschwankungen. Die mittleren Tagestemperaturen liegen im Sommer zwischen 16 und 24 °C und im Winter zwischen 0 und 8 °C je nach Höhenlage. Auch die Sonnenscheindauer ist nicht einheitlich und reicht von 2200 Stunden pro Jahr bis auf unter 1900 Stunden in den Bergregionen. Die Niederschläge variieren zwischen 800 und 1400 mm pro Jahr. Lediglich in den Bergen im Westen und Nordwesten liegen die Niederschläge jenseits der 2000 mm-Marke.

## Geschichte
Am 1. November 1858 wurde die Hawke’s Bay von der damaligen Provinz Wellington abgetrennt und bekam Rechte als eine eigenständige Provinz. Sie behielt den unabhängigen Status bis zur Auflösung aller Provinzen des Landes im Jahr 1876.
Im Zuge der Verwaltungsreform im Jahre 1989 verlor Hawke’s Bay Gebiete im Süden an die Region Manawatu-Wanganui. Viele Menschen in den betroffenen Ortschaften, wie zum Beispiel Dannevirke oder Woodville fühlen sich immer noch ihrer früheren Region verbunden.

## Bevölkerung

### Bevölkerungsentwicklung
Von den 151.179 Einwohnern der Region waren 2013 34.662 Einwohner Māori-stämmig (22,9 %). Damit lebten 5,8 % der Māori-Bevölkerung des Landes in der Region Hawke’s Bay. Das durchschnittliche Einkommen in der Bevölkerung lag 2013 bei 26.100 NZ$ gegenüber 28.500 NZ$ im Landesdurchschnitt.

### Herkunft und Sprachen
Die Frage nach der Zugehörigkeit einer ethnischen Gruppe beantworteten in der Volkszählung 2013 77,7 % mit Europäer zu sein, 24,3 % gaben an, Māori-Wurzeln zu haben, 4,4 % kamen von den Inseln des pazifischen Raums und 3,6 % stammten aus Asien (Mehrfachnennungen waren möglich). 14,7 % der Bevölkerung gab an, in Übersee geboren zu sein, und 6,6 % der Bevölkerung sprachen Māori, unter den Māori 24,3 %.

## Politik

### Verwaltung
Die Region Hawke’s Bay besitzt einen Verwaltungsrat, der Regional Council genannt und von einem Chairman (Vorsitzenden) geführt wird. In dem Council sitzen neun gewählte Councillors (Ratsmitglieder), die fünf Constituencies (Wahlbezirke), Napier und Hastings mit je drei Councillors, Wairoa, Ngaruroro und Hawke’s Bay mit jeweils einem Councillor vertreten. Die Ratsmitglieder, die aus ihren Reihen den Vorsitzenden bestimmen, werden alle drei Jahre neu gewählt.
Des Weiteren ist die Region in fünf Distrikte und einer eigenständigen Stadt aufgeteilt:
- Napier City

- Central Hawke’s Bay District
- Hastings District
- Wairoa District

- Taupō District (teilweise, ca. 14 %)
- Rangitikei District (teilweise, ca. 10 %)

Während die Regionalverwaltung für die Binnen- und Küstengewässer, für die Häfen, für Land, Luft, Erosion, Katastrophenschutz, Transportplanung und der regionale Entwicklung verantwortlich ist, sind die Verwaltungen der Distrikte für alle anderen Belange der Bürger zuständig und die Angelegenheiten, die in einer Kommune geregelt werden müssen.

## Wirtschaft
Als wichtigste Wirtschaftszweige der Region gelten die Landwirtschaft, der Gartenbau (Äpfel, Steinfrüchte und Gemüse), der Weinbau und der Tourismus. Auch die Forstwirtschaft bildete eine bedeutende Einnahmequelle. Über den Hafen von Napier werden wichtige Exportgeschäfte für die Region abgewickelt.

## Infrastruktur

### Verkehr
Verkehrstechnisch erschlossen ist die Region Hawke’s Bay durch den New Zealand State Highway 2 und 5, die beide als Hauptverkehrswege die Region durchkreuzen, sowie dem State Highway 50 und 38, die Teilgebiete erschließen.